# 辨開凧次郎
辨開 凧次郎（べんかい たこじろう、1847年（弘化4年）6月 - 1924年（大正13年）10月23日）は、アイヌの家畜商、のちに許可を受けて獣医を兼業した。アイヌ語によるアイヌ名は『エカシバ』（偉大で何でもできうる）。なお、「辨開」を「弁開」と表記することも多い。

## 経歴
のちに二海郡八雲町落部となる地域のコタンに生まれ、20歳で落部コタンのリーダーとなる。当時の獣医にあたる伯楽の活動で周囲から尊敬を受け、薬草の知識もあり、また造園家としても活躍した。
1900年（明治33年）5月、皇太子明宮嘉仁親王の結婚の儀に際し、ヒグマ2頭を献上した。この時のアイヌ正装姿の写真が小学校教科書にアイヌ風俗として掲載された。また、凧次郎は皇室より、紋章付の器具、菓子、巻煙草、酒、手箱、千本松の盆栽32本（「御所の松」）を拝領し、明治天皇・皇后引見の栄誉を受けた。
1902年（明治35年）1月24日より八甲田雪中行軍遭難事件が発生した際、凧次郎は、7-8人のアイヌからなる救出捜索部隊を組織して、自らその隊長となり、2月9日に八甲田山で遭難者の捜索活動を展開する。地元民から歩兵第5連隊が遭難した周辺の地名を聞き出し、退避しそうな場所を重点的に探索するという手法で注目された。同年4月22日に作業を終了したが、67日間の捜索活動で遺体11体と多数の遺品を回収した。
1924年（大正13年）10月23日、商談で飲酒をした帰りに、当時丸木橋であった樽岸村の来馬橋から転落し、死去した。